# Бабій Борис Мусійович
Бори́с Мусі́́йович Бабі́й (25 липня 1914, c. Гурівці, нині Козятинського району Вінницької області — 19 вересня 1993, м. Київ) — український науковець-правознавець, дослідник історії держави та права, доктор юридичних наук (1964), професор (1966). Член-кореспондент АН УРСР (1967), академік АН УРСР (1972), заслужений діяч науки УРСР (1974), лауреат Державної премії УРСР в галузі науки і техніки (1981). Директор Інституту держави і права АН УРСР (1974—1988).

## Біографічні дані
Народився 25 липня 1914 року, у с. Гурівці Козятинського району Вінницької області в селянській родині.
- 1931 року закінчив Гуровецьку СШ, курси газетних працівників при Київському обкомі КП(б)У,
- 1932 — літпрацівник, відповідальний секретар редакції газети — «Колективна праця», одночасно навчався на вечірньому робітфаці.
- 1933—1934 — навчався на комсомольському відділенні Всеукраїнського комуністичного інституту журналістики (Харків),
- 1934—1935 — відповідальний секретар і зав.від.редакції районної (потім окружної) газети — «Прикордонна зірка» (Могилів-Подільський Вінницької області).
- 1935 вступив до Всеукраїнського комуністичного інституту радянського будівництва і права (Харків), 1936 року перевівся на ІІ курс юридичного факультету КДУ.
- 1939—1940 — прокурор карно-судового відділу Прокуратури УРСР.
- 1940—1947 роки — служив у лавах Радянській армії на прокурорських посадах.

Учасник Другої світової війни.
- 1947—1949 — старший викладач і заступник декана юридичного факультету КДУ.
- 1949—1969 — вчений секретар, старший науковий співробітник, завідувач відділу, заступник завідувача сектору держави і права АН УРСР.

У 1950 році захистив кандидатську дисертацію на тему: «Встановлення радянської влади в Західній Україні в 1939 р. і возз'єднання її з Українською РСР».

Могила Бориса Бабія, Байкове кладовище

- 1963 року захистив докторську дисертацію на тему: «Державне будівництво та право Української РСР в період відбудови народного господарства (1921—1925 рр.)».
- 1969—1974 — заступник директора, завідувач відділу Інституту держави і права АН УРСР.
- 1974—1988 — директор Інституту держави і права АН УРСР.
- 1968—1988 — член Президії АН УРСР, Академік-секретар Відділення історії, філософії і права АН УРСР.

Виконував значну громадську роботу.
Дружина — природознавиця, біолог, кандидат біологічних наук Тетяна Бабій (1919—2011). Виховали двох дітей.
Помер на 80-му році життя 19 вересня 1993 року. Похований разом з родиною на Байковому кладовищі (ділянка № 49а, 50°24′59.10″ пн. ш. 30°30′6.40″ сх. д. / 50.4164167° пн. ш. 30.5017778° сх. д.).

## Науковий доробок (частковий)
Автор понад 290 наукових праць. Як автор, головний редактор, член редколегії брав участь у багатьох колективних працях, зокрема:
- Питання історії держави і права УРСР. — Т. 1. — К., 1952, 1953, 1955, 1958;
- Нариси з історії держави і права Української РСР. — К.,1957;
- Історія держави і права Української РСР (1917—1960). — К., 1961;
- Історія держави і права Української РСР: В 2-х т. — Т.1. 1917—1937 рр. — К., 1967;
- Україна в період розгорнутого будівництва комунізму: В 5-ти кн. — Кн.3. — К., 1967;
- История советского государства и права: В 3-х кн. — М., 1968;
- История государства и права Украинской ССР. — К., 1976;
- Образ жизни, рожденной Октябрем. — К., 1977;
- Історія Української РСР. — Т.3. — К., 1978; Т.4. — К., 1978;
- История Академии наук УССР. — К., 1979;
- Історія Академії наук Української РСР. — К., 1982;
- История Украинской ССР. — Т.2. — К., 1982;

Член головної редколегії 2-го видання УРЕ, член науково-консультативної ради при Комісії з підготовки і видання Зведення Законів УРСР, член головної редколегії
- Зібрання діючих законів УРСР у 24 т.,
- Радянської енциклопедії історії України та ін.

Автор робіт:
- Возз'єднання Західної України з Українською РСР. — К., 1954;
- Місцеві органи державної влади Української РСР в 1917—1920 рр. — К., 1956;
- В. І. Ленін і будівництво Української Радянської держави. — К., 1957; Українська Радянська держава в період відбудови народного господарства (1921—1925 рр.). — К., 1961;
- До 25-річчя возз'єднання українського народу в єдиній Українській Радянській державі. — К., 1964; Україна в сузір'ї братніх республік. — К., 1966 (у співавт.);
- Союз РСР і роль України в його утворенні. — К., 1972;
- Правовые исследования в Академии наук УССР (1919—1973 гг.). — К., 1974;
- Очерк развития правовых исследований в Украинской ССР. — К., 1984.

## Нагороди
За колективну працю «История государства и права Украинской ССР» (К., 1976), науковим керівником, відповідальним редактором і автором якої був Борис Бабій, 1981 року відзначений Державною премією УРСР в галузі науки й техніки.
Нагороджений двічі орденом Вітчизняної війни І ступеня, орденом Вітчизняної війни ІІ ступеня, орденом Знак Пошани, медалями.